# 椏鼠屬
椏鼠屬（学名：Rhagomys），哺乳綱、囓齒目、倉鼠科的一屬啮齿动物，而與椏鼠屬（椏鼠）同科的動物尚有澗鼠屬（盜澗鼠）、登鼠屬（南方登鼠）、美洲禾鼠屬（棕禾鼠）、溝齒沙鼠屬（溝齒沙鼠）等之數種哺乳動物。

## 下属物种
本属包括以下物种：
- Rhagomys longilingua Luna & Patterson, 2003
- Rhagomys rufescens (Thomas, 1886)
- Rhagomys septentrionalis Moreno Cárdenas, Tinoco, Albuja V. & Patterson, 2021